# 직합
직합(直合, 영어: direct sum)은 추상대수학에서 여러 개의 아벨 군(혹은 가군)을 합쳐서 더 큰 아벨 군(혹은 가군)을 만드는 연산으로, 직접곱의 쌍대 개념이다. 가군들의 직합은 여곱, 즉 그 가군들을 부분가군으로 포함하는 가장 작은 가군과 같다.

## 벡터 공간 및 아벨 군의 직합
먼저 간단하게 두 벡터 공간의 직합 및 두 아벨 군의 직합을 정의해 보자. 더 일반적인 경우는 그 아래에서 다룬다.

### 벡터 공간
V와 W가 체 K 위의 벡터 공간일 때, 두 공간의 곱집합 V × W에 연산을 정의해서 K 위의 벡터 공간으로 만들자. 임의의 V의 원소 v, v1, v2와 W의 원소 w, w1, w2 및 K의 원소 α에 대해,
- (v1, w1) + (v2, w2) = (v1 + v2, w1 + w2)
- α(v, w) = (αv, αw)

로 정의하면 이는 벡터 공간이 되며, 이를 V와 W의 직합이라 한다. 이를 기호로는 {\displaystyle V\oplus W}로 표시한다.
V ⊕ W의 부분공간 V × {0}은 V와 동형이며, 많은 경우 이를 V와 같은 것으로 취급한다. ({0} × W와 W의 경우도 마찬가지.) 이렇게 하면 V ⊕ W의 모든 원소는 V의 원소 하나와 W의 원소 하나의 합으로 일의적으로 나타낼 수 있다. V ⊕ W의 차원은 V의 차원과 W의 차원을 합한 것 같다. 이 정의는 유한 개의 벡터 공간들의 직합으로 간단히 일반화할 수 있다.

## 같이 보기
- 분해 불가능 대상
- 합성열